# 建貞
建貞（886年十月—十二月）或作永貞，是唐朝襄王李熅所使用的年號，共計3個月。

## 紀年對照表
| 建貞 | 元年  |
| ---- | ----- |
| 公元 | 886年 |
| 干支 | 丙午  |

## 同期存在的其他政權年號
- 中國
  - 光啟（885年－888年）：唐朝－唐僖宗李儇之年號
  - 貞明承智大同（878年－888年）：南詔—隆舜之年號
- 日本
  - 仁和（885年－889年）：平安時代—光孝天皇、宇多天皇之年號

## 深入閱讀
- 李崇智. . 北京: 中華書局. 2004年12月. ISBN 7101025129.